# Вуяяны
Вуяяны (устар. Вуя-Яны) — река в России, протекает по Сургутскому району Ханты-Мансийского автономного округа по территории Юганского заповедника. Устье реки находится в 252 км по левому берегу реки Малый Юган. Длина реки составляет 113 км, площадь водосборного бассейна — 1170 км².

## Данные водного реестра
По данным государственного водного реестра России относится к Верхнеобскому бассейновому округу, водохозяйственный участок реки — Обь от города Нефтеюганск до впадения реки Иртыш, речной подбассейн реки — Обь ниже Ваха до впадения Иртыша. Речной бассейн реки — (Верхняя) Обь до впадения Иртыша.
Код объекта в государственном водном реестре — 13011100212115200048748.

## Притоки
Основные притоки (расстояние в км от устья):
- 16 км: река Лоркуйягун (пр)
- 25 км: река без названия (лв)
- 44 км: река Кутык-Игль (лв)
- 62 км: река Ай-Вуяяны (пр)
- 69 км: река без названия
- 71 км: река без названия
- 87 км: река без названия